# Каледа, Глеб Александрович
Глеб Алекса́ндрович Каледа́ (2 декабря 1921, Петроград, РСФСР — 1 ноября 1994, Москва, Россия) — советский и российский геолог, религиозный деятель и церковный писатель. Священник Русской православной церкви, протоиерей. Первый ректор Катехизаторских курсов, впоследствии преобразованных в Православный Свято-Тихоновский богословский институт. Первый московский священник, служивший в тюрьмах. Доктор геолого-минералогических наук, профессор.

## Биография
Отец — Александр Васильевич; был крупным экономистом, окончил Минскую духовную семинарию и Петроградский политехнический институт; работал в ЦСУ Госплана СССР. Мать происходила из дворянского рода Сульменевых; умерла, когда Глебу было двенадцать лет.
По переезде в Москву в 1927 году у семьи установились тесные духовные связи с бывшими членами Христианского студенческого движения. В это время массовых гонений на Церковь небольшая квартира семьи превратилась во временное пристанище для репрессированных священнослужителей и членов их семей, скрывающихся от властей или едущих в ссылки из ссылок. Первый духовный отец Глеба Каледы — протоиерей Владимир Амбарцумов, настоятель храмов Святого Владимира в Старых Садах и Святителя Николая у Соломенной сторожки, был расстрелян 5 ноября 1937 года. Подростком участвовал в деятельности «катакомбной церкви», поддерживал контакты со скрывавшимися в Подмосковье православными клириками, доставлял материальную помощь семьям репрессированных священников.
В 1941 году окончил школу и в августе был призван на военную службу. Пройдя на Урале подготовку на курсах связистов, он с декабря 1941 года и до конца войны находился в действующих частях и в качестве радиста дивизиона гвардейских миномётов «катюш» участвовал в битвах под Волховом, Сталинградом, Курском, в Белоруссии и под Кёнигсбергом. Награждён орденами Красного Знамени (рядовым) и Отечественной войны, медалями. Прошёл всю войну, не получив ни одного ранения. Заочно окончил курс Горного института и предполагал учиться в Московском университете, но поступил в 1945 году в Московский геологоразведочный институт, который окончил с отличием в 1951 году; уже на старших курсах был руководителем геологической партии.
В середине 1940-х годов он познакомился со священником Сергием Никитиным, будущим епископом Стефаном. После открытия Троице-Сергиевой лавры состоялось его знакомство с её первым наместником архимандритом Гурием (Егоровым), который познакомил его с иеромонахом Иоанном (Вендландом), будущим митрополитом Ярославским и Ростовским, который до своего церковного служения был учёным-геологом.
Организовал нелегальный христианский кружок, в котором занимались дети его знакомых. Этот кружок просуществовал до 1990-х годов; подобные кружки стали прообразом воскресных школ, возникших впоследствии при храмах. Писал научные труды по богословским вопросам, которые распространялись в самиздате.
В 1954 году защитил диссертацию на соискание учёной степени кандидата геолого-минералогических наук. В 1980 году диссертацию на соискание учёной степени доктора геолого-минералогических наук по теме «Изменчивость отложений на тектонических структурах и ее значение для нефтяной геологии» (специальность 04.00.21 — литология). Список его научных публикаций включает свыше 170 названий. Крупный специалист в области литологии. Работал в научных и учебных институтах, много времени провёл в геологических экспедициях в Средней Азии. Во время экспедиций в Средней Азии регулярно общался с епископом Среднеазиатским и Ташкентским Гурием (Егоровым).
В 1972 году митрополит Иоанн (Вендланд) тайно рукоположил Глеба Каледу во диакона, а затем во пресвитера. С этого времени отец Глеб регулярно совершал Евхаристию в своей домовой церкви, освящённой в честь всех русских святых, вёл большую духовническую работу.
В 1990 году стал священником Московской епархии; служил в храме Илии Обыденного, затем — во вновь открывшихся храмах Высоко-Петровского монастыря; был духовником общины трапезного монастырского храма во имя преподобного Сергия Радонежского.
Осенью 1990 года вместе с группой единомышленников включился в работу над созданием Богословско-катехизаторских курсов в Москве и вскоре был избран их ректором. По словам протоиерея Владимира Воробьёва, «Отец Глеб очень энергично принялся за организацию курсов, самой сложной задачей было найти помещения: денег у нас не было, нужно было искать бесплатный вариант». Занятия начались в феврале 1991 года.
Идея создания катехизаторских курсов и их активная деятельность вскоре вызвали к жизни Синодальный отдел религиозного образования и катехизации, и весной 1991 года протоиерей Глеб Каледа был назначен руководителем сектора в отделе религиозного образования и катехизации, в связи с чем он попросил освободить его от должности ректора, мотивируя это тем, что ему трудно исполнять все свои обязанности. В 1992 году курсы были преобразованы в Православный Свято-Тихоновский богословский институт. Занимался лекционной деятельностью в Москве и во многих городах России.
Стал первым московским священником, служившим в тюрьмах. Первую литургию в Бутырском храме совершил на Светлой неделе 1992 года. Постепенно этот храм преобразился, был сделан алтарь; многие жертвовали туда церковно-служебные предметы. 23 октября 1993 года указом патриарха Алексия II был назначен настоятелем храма в честь Покрова Пресвятой Богородицы при Бутырской тюрьме, духовно окормлял заключённых.
Будучи тяжело болен и находясь в Боткинской больнице, сильно страдал от болей, но по-прежнему живо интересовался происходящим в приходе. Диктовал свои наблюдения о православном образовании для материалов Архиерейского собора. Скончался 1 ноября 1994 года. Последние его слова были: «Не волнуйтесь, мне очень хорошо».
Похоронен на Ваганьковском кладбище.

## Публикации

### Естественно-научные
- Литология и палеогеография палеозойских отложений Русской платформы: Сборник статей / Ред. коллегия: Г. А. Каледа (отв. ред.), А. И. Осипова, В. С. Яблоков; АН СССР. М-во геологии СССР. Комис. по осадочным породам при Отд-нии геологии, геофизики и геохимии. Всесоюз. науч.-исслед. геол.-развед. нефт. ин-т «ВНИГНИ». — М.: Наука, 1972. — 318 с.
- Каледа Г. А. Изменчивость отложений на тектонических структурах: её значение для поисков полезных ископаемых / Отв. ред. Г. Ф. Крашенинников. — М.: Наука, 1985. — 192 с.
- Глинистые минералы в литогенезе : Материалы совещания / [Редкол.: Г. А. Каледа (отв. ред.) и др.]. — М.: Наука, 1986. — 136 с.

### Богословские
статьи
- Поклонение волхвов: Размышления пастыря и учёного о двух путях богопознания // Православная беседа, 1992. — № 10/12. — С. 5—7
- Туринская плащаница и её возраст // Журнал Московской Патриархии. — М., 1992. — № 5. — С. 54—61
- Радуйся, земле Русская // Журнал Московской Патриархии. — М., 1992. — № 9. — С. 2—3.
- Задачи, формы и структуры катехизации в Русской Православной Церкви в современных условиях // Путь Православия. — М., 1993. — № 1. — С. 19—32.
- Введение в православную апологетику // Путь Православия. — М., 1993. — № 2. — С. 5—21.
  - Введение в православную апологетику // Альфа и Омега. 2003. — № 1 (35). — С. 201—216.
- Туринская плащаница — предмет пререканий // Альфа и Омега. — М., 1994. — № 2. — С. 61—82.
- День всех святых, в земле Российской просиявших, знаемых и незнаемых — праздник Русской Православной Церкви: [Проповедь] // Альфа и Омега. — М., 1994. — № 3. — С. 104—116.
- Задачи, принципы и формы православного образования в современных условиях // Журнал Московской Патриархии. — М., 1994. — № 7—8. — С. 29—49.
- Семья как школа любви: (Из кн. «Домашняя церковь») // Альфа и Омега. — М., 1995. — № 1(04). — С. 109—113.
  - Семья как школа любви // Просветитель. — М., 1995. — № 2/03. — С. 53—57.
- Воспитание любви и милосердия: (Из кн. «Домашняя церковь») // Альфа и Омега. — М., 1995. — № 2(05). — С. 131—138.
- Очерки жизни православного народа в годы гонений: (Воспоминания и размышления) // Альфа и Омега. — М., 1995. — № 3 (6). — С. 127—144.
- Семья освящается благодатию Святого Духа: (Из кн. «Домашняя церковь») // Альфа и Омега. — М., 1996. — № 1 (8). — С. 105—113.
- Туринская Плащаница. Сокращенная публикация работы профессора, доктора наук, протоиерея Глеба Каледы «Плащаница Господа нашего Иисуса Христа» (по его одноименной книге. — М., 1995) // Фома, 1996. — № 1. — С. 22—25.
- О некоторых аспектах духовной жизни Русской Церкви в 30—60-е годы [Мученичество и исповедничество как факторы усиления религиозных настроений в среде городской интеллигенции] // Ежегодная богословская конференция Православного Свято-Тихоновского богословского института: материалы 1992—1996. — М., 1996. — С. 29—33.
- Библия и наука о сотворении мира: (Опыт естественно-научного толкования книги Бытия) // Альфа и Омега. — М., 1996. — № 2/3 (9/10). — С. 16—29.
- Библия и наука о сотворении мира: (Опыт естественно-научного толкования книги Бытия) // Альфа и Омега. — М., 1997. — № 2 (13). — С. 34—51.
- Он всю жизнь искал Бога: (О свящ. В. Амбарцумове) // Лампада: Газ. / Церковь Иконы Божией Матери «Знамение» в Ховрине. 1997. — № 27. — С. 2.
- Апологетика средних веков: [Зап. Европа, Византия, Русь:] Программа курса «Православная апологетика» // Альфа и Омега. — М., 1998. — № 3 (17). — С. 247—260.
- Библия и наука о сотворении мира // «Той повеле, и создашася»: Современные учёные о сотворении мира. — Клин, 1999. — С. 8—55.
- Записки рядового // Альфа и Омега, 2002. — № 1 (31). — С. 267—311; № 2 (32). — С. 302—329.
- История апологетики в первые века христианства // Альфа и Омега. 2003. — № 3 (37). — С. 199—215.
- [Восп. о владыке Стефане (Никитине)] // Епископ Стефан (Никитин): Жизнеописание, документы, воспоминания / Сост.: диак. Д. Пономаренко. — М., 2010. — С. 667—676.

книги
- Остановитесь на путях ваших… Записки тюремного священника. — М.: «Зачатьевский монастырь», 1995. — 137 с.
- Полнота жизни во Христе (сборник проповедей). — М., 1996.
- Плащаница Господа нашего Иисуса Христа. — М., 1997.
- Домашняя церковь: Очерки духовно-нравственных основ созидания и построения семьи в современных условиях. М., 1997
  - Брак и породица — дома а црква. Цетинье, 1999; (перевод на сербский язык)
  - L'églisе au foyer. P., 2000; (перевод на французский язык)
  - Biserica din casã. Bucuresti, 2006 (перевод на румынский язык)
- Библия и наука о сотворении мира. — Клин: фонд Христианская жизнь, 1999.

## Семья
В 1951 году, перед защитой диплома, женился на Лидии Амбарцумовой (монахиня Георгия, насельница Зачатьевского Ставропигиального монастыря, скончалась в 2010 году), дочери своего первого духовника, священника Владимира Амбарцумова. Из их шестерых детей четверо получили медицинское образование, двое — геологическое:
- Сергей — врач, погиб вместе с супругой в автомобильной катастрофе.
- Иоанн[8] (род. 20.01.1954) — священник, настоятель храма Троицы Живоначальной на Грязех у Покровских ворот
- Александра — супруга (ныне вдова) священника Александра Зайцева
- Кирилл[9] (род. 07. 07.1958) — священник, настоятель храма Новомучеников и Исповедников Российских на Бутовском полигоне
- Мария (игумения Иулиания; род. 1961) — настоятельница Зачатьевского ставропигиального женского монастыря
- Василий — психиатр, доктор медицинских наук, заместитель главного врача Научного центра психического здоровья Российской академии медицинских наук.

Двоюродный брат Глеба Александровича — заслуженный врач Республики Беларусь Василий Иванович Каледа.